# Malviès
Malviès (okzitanisch: Malvièrs) ist eine südfranzösische Gemeinde mit 362 Einwohnern (Stand: 1. Januar 2022) im Zentrum des Départements Aude in der Region Okzitanien (vor 2016 Languedoc-Roussillon). Die Gemeinde gehört zum Arrondissement Limoux und zum Kanton La Piège au Razès. Die Einwohner werden Malviègois genannt.

## Lage
Malviès liegt in der südöstlichen Randzone des Lauragais in der ehemaligen Grafschaft Razès etwa 19 Kilometer südwestlich von Carcassonne. Umgeben wird Malviès von den Nachbargemeinden Villarzel-du-Razès im Norden, Saint-Martin-de-Villereglan im Osten, Lauraguel im Süden, Routier im Südwesten sowie Brugairolles im Westen und Nordwesten.

## Bevölkerungsentwicklung
| Jahr                       | 1962 | 1968 | 1975 | 1982 | 1990 | 1999 | 2006 | 2019 |
| Einwohner                  | 310  | 324  | 259  | 263  | 257  | 268  | 338  | 368  |
| Quellen: Cassini und INSEE |      |      |      |      |      |      |      |      |

## Sehenswürdigkeiten

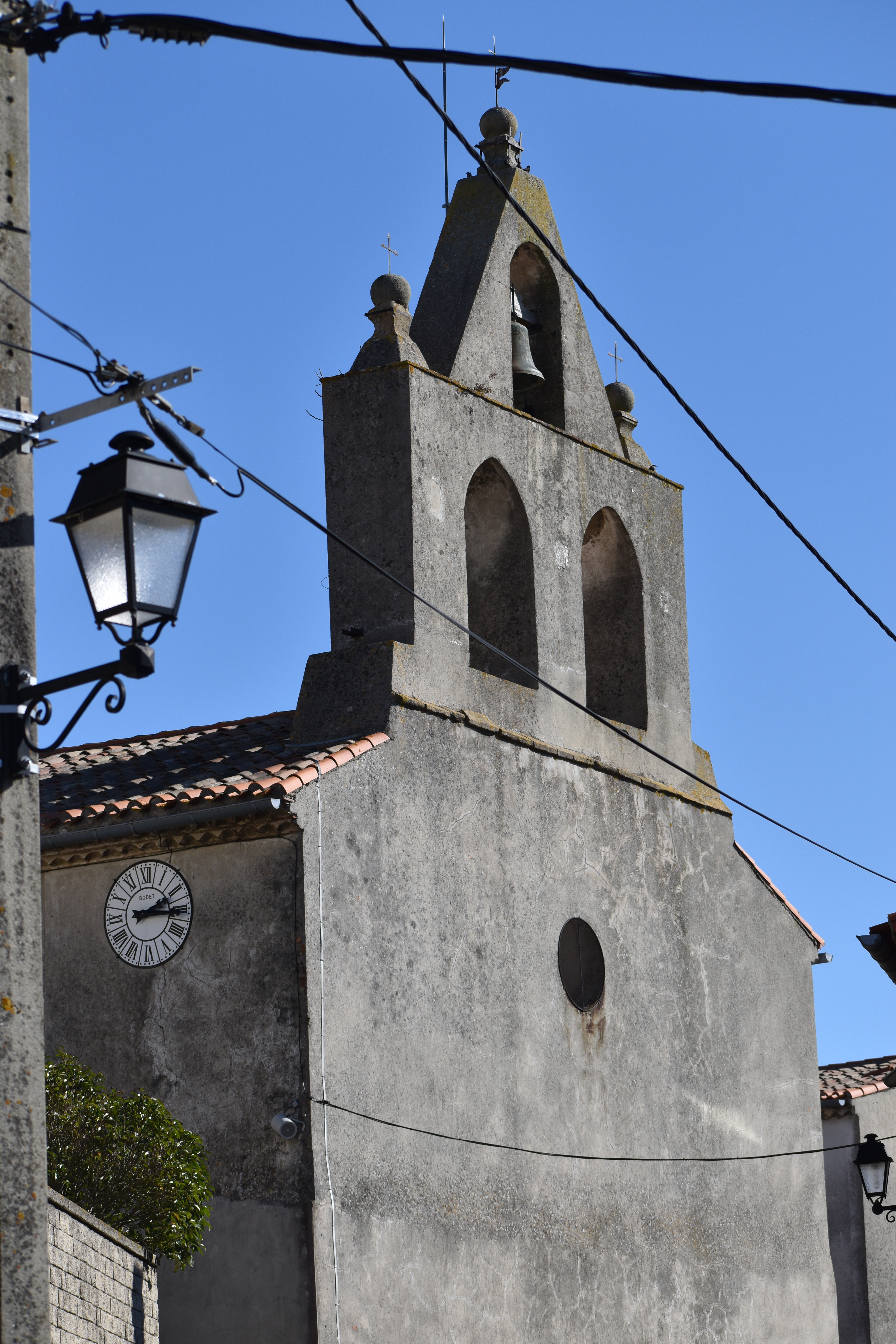
Kirche Saint-Félix

- Kirche Saint-Félix